# DzygaMDB
DzygaMDB (від англ. Movies Database, «база фільмів») — український онлайн-ресурс із базою даних про кіно, телевізійні та відеопроєкти, персоналії, компанії та послуги у сфері відеовиробництва.
DzygaMDB має україномовний та англомовний варіанти. Планується залучити до бази продукцію країн Центральної та Східної Європи.
База даних включає інформацію про понад 5700 українських та копродукційних кіно-, телефільмів і телесеріалів, телевізійних проєктів тощо; є інформація про понад 45000 акторів, режисерів та інших професіоналів українського та зарубіжного кіно.
Розробка та підтримка DzygaMDB здійснюється ТОВ «Дзиґаемдібі».

## Історія
Ідея створення інноваційної платформи DzygaMDB, що об'єднає фахівців кіно- та аудіовізуального ринку, була ініційована Українською кіноакадемією у 2018 році. Робота над проєктом тривала півтора року. Використовувався досвід Internet Movie Database (IMDB), а також агрегатора рецензій Rotten Tomatoes та частково платформи для кастингів Spotlight.
Безплатна DzygaMDB та версія DzygaMDB PRO представлені в Києві 22 жовтня 2019 року. Спочатку презентація DzygaMDB планувалася на 19 квітня 2019 року на урочистій церемонії вручення кінопремії «Золота дзиґа», але вона була перенесена на осінь. Ресурси презентовані як платформа для створення найповнішої бази даних, проведення кастингів, пошуку потрібних спеціалістів тощо. Відвідувачі можуть бачити базу фільмів, оцінювати їх, переглядати трейлери, дізнаватися різну інформацію про дати виходу стрічок у прокат та на телеекрани, бокс-офіси тощо.
Зареєстровані користувачі можуть пропонувати до публікації новини та інформацію про дійсні й заплановані проєкти.

## Співзасновники DzygaMDB
- Вікторія Тігіпко — керуючий партнер фонду TA Ventures, президент Одеського міжнародного кінофестивалю та голова наглядової ради Української кіноакадемії;
- Анна Мачух — виконавчий директор Української кіноакадемії та директор із розвитку бізнесу Одеського міжнародного кінофестивалю.

## Мета проєкту
Метою проєкту є:
- відкрити всі можливості українського аудіовізуального сектору для світу;
- допомогти українським кінопрофесіоналам поширити інформацію про власні проєкти, а також автоматизувати складні процеси: організацію кастингу, пошук спеціалістів та інше;
- привернути увагу користувачів мережі Інтернет до аудіовізуального сектору України.

## Прямі трансляції
3 травня 2020 року на DzygaMDB відбулася трансляція урочистої церемонії вручення Четвертої Національної кінопремії «Золота Дзиґа», яка у 2020 році пройшла в онлайн-форматі через карантин, що діє в Україні через пандемію COVID-19.

## Хакерська атака
14 січня 2020 DzygaMDB зазнала хакерської атаки, внаслідок якої було пошкоджено базу даних сайту. Зловмисникам із невідомого джерела не вдалося отримати доступ до персональних даних користувачів. 16 січня роботу сайту було відновлено, проте було втрачено інформацію, внесену на ресурс з 8 грудня 2019 по 14 січня 2020 року.